# Borowo (Działdowo)
Borowo (deutsch Adlig Borowo) ist ein untergegangener Ort in der polnischen Woiwodschaft Ermland-Masuren. Seine Ortsstelle liegt im Gebiet der Gmina Działdowo (Landgemeinde Soldau) im Powiat Działdowski (Kreis Soldau).

## Geographische Lage
Die Ortsstelle Borowo liegt im Südwesten der Woiwodschaft Ermland-Masuren, 17 Kilometer südwestlich der früheren Kreisstadt Neidenburg (polnisch Nidzica) bzw. drei Kilometer nordöstlich der heutigen Kreismetropole Działdowo (deutsch Soldau i. Ostpr.). 500 Meter östlich der Ortsstelle fließt die Skottau (polnisch Szkotówka) vorbei – zwischen 1920 und 1939 deutsch-polnischer Grenzfluss, der heute nur noch die Gemeindegrenze zwischen der Gmina Działdowo und der Gmina Kozłowo (Landgemeinde Groß Koslau, 1938 bis 1945 Großkosel) markiert.

## Geschichte
1485 wurde das Gutsdorf Heyde (nach 1538 Borowo, vor 1785 Borrawo, vor 1871 Borrowo) erstmals erwähnt. 1874 wurde der Gutsbezirk Adlig Borowo in den neu errichteten Amtsbezirk Scharnau (polnisch Sarnowo) im ostpreußischen Kreis Neidenburg eingegliedert. Im Jahre 1910 zählte das kleine Gutsdorf 48 Einwohner.
Im Soldauer Gebiet gelegen, wurde Adlig Borowo gemäß Versailler Vertrag am 10. Januar 1920 an Polen abgetreten. Der Ort wurde nun in seiner polnischen Namensform Borowo genannt, wurde in das Nachbardorf Komorniki (deutsch Kämmersdorf) und mit ihm zusammen in die Landgemeinde Działdowo (Soldau) eingegliedert. Diese wurde am 26. Oktober 1939 wieder deutsch, die ihr zugeordneten Dörfer wurden im Amtsbezirk Kyschienen (polnisch Kisiny) zusammengeschlossen und am 24. April 1940 wieder dem Kreis Neidenburg eingegliedert. Adlig Borowo blieb ein Ortsteil der Gemeinde Kämmersdorf.
In Kriegsfolge kam 1945 das gesamte südliche Ostpreußen zu Polen, Adlig Borowo erhielt erneut die polnische Namensform Borowo. Doch bald nach 1945 verliert sich seine Spur, der Name wird offiziell nicht mehr genannt, und so dürfte das kleine Dorf wohl im Nachbarort Komorniki (Kämmersdorf) aufgegangen sein.

## Kirche
Adlig Borowo war kirchlich nach Soldau (polnisch Działdowo) orientiert: zur dortigen evangelischen Pfarrkirche in der Kirchenprovinz Ostpreußen der Kirche der Altpreußischen Union bzw. in der Diözese Działdowo der Unierten Evangelischen Kirche in Polen sowie zur Soldauer römisch-katholischen St.-Adalbert-Kirche.

## Verkehr
Die Ortsstelle von Adlig Borowo ist über eine Nebenstraße erreichbar, die von der Stadt Działdowo über Malinowo (Amalienhof) dorthin führt.